# Countdown (composition de John Coltrane)
Pour les articles homonymes, voir Countdown.
Countdown est un morceau écrit par John Coltrane, enregistré en 1959 pour son album Giant Steps. Il est devenu un standard de jazz.

## À propos du morceau
L'album Giant Steps est un tournant dans l'histoire du jazz. Coltrane, qui signe toutes les compositions, explore de nouveaux concepts harmoniques appelés plus tard Coltrane changes.

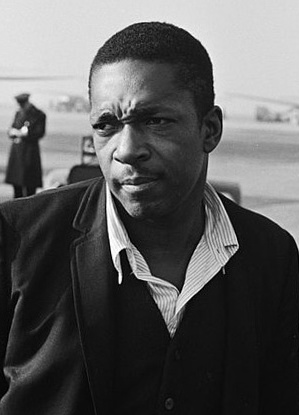
John Coltrane en 1963

La structure de l'enregistrement de Countdown est assez inhabituelle : le morceau débute par un solo du batteur Art Taylor de 32 mesures (soit deux grilles, deux fois la structure entière du morceau), après lequel Coltrane commence son solo accompagné par la batterie seule. Après quatre grilles, le piano de Tommy Flanagan entre pour 4 autres grilles. Paul Chambers ne joue qu'au moment où arrive la jolie mélodie du morceau, qui n'est exposée qu'une seule fois à la fin. La majeure partie du morceau est donc jouée uniquement par le saxophone et la batterie, probablement à cause de la difficulté du morceau (tempo très rapide, changements harmoniques inédits) et du peu de répétition avant l'enregistrement.
Dans son solo, Coltrane utilise surtout des arpèges et des fragments de gammes, restant très près des accords de la grille sans jamais se répéter,. À ce tempo, il est évident que Coltrane a beaucoup travaillé son solo avant de l'enregistrer, en se basant notamment sur le livre Thesaurus Of Scales And Melodic Patterns de Nicolas Slonimsky, que Coltrane a beaucoup étudié. La prise alternative, présente sur les rééditions du CD, présente un vocabulaire identique ; le tempo moins rapide de cette version lui permet en outre de jouer des phrases plus bebop.

## Analyse
Le morceau illustre les inventions harmoniques de Coltrane, appelées Coltrane changes.
Countdown se base sur Tune Up, morceau écrit par Eddie Vinson et popularisé par Miles Davis, que Coltrane a joué sur Cookin' with the Miles Davis Quintet (1957). Coltrane se détache pourtant largement du morceau d'origine.
Tune Up est basé sur des II-V-I dans trois tonalités : Ré majeur, Do majeur, Si majeur. Coltrane explore chacune de ces tonalités par des réharmonisations basées sur un accord augmenté. Par exemple, les notes composant l'accord augmenté en Ré, première tonalité du morceau, sont Ré, Fa (ou Sol), La (ou Si). Coltrane va donc passer par ces trois tonalités espacées d'une tierce majeure,, comme il le faisait également dans Giant Steps, avant de revenir au premier degré de la tonalité d'origine,.
La première phrase de quatre mesures se déroule donc ainsi :
| Tune Up   | Mi m | Mi m | La 7 | La 7 | Ré  | Ré   | Ré | Ré |
| Countdown | Mi m | Fa 7 | Si   | Ré 7 | Sol | La 7 | Ré |    |
| Tonalité  | Ré   | Si   | Si   | Sol  | Sol | Ré   | Ré |    |

Cette phrase est ensuite transposée en Do majeur, Ré (mineur) devenant le IIe degré de la nouvelle tonalité.

## Versions notables
Plusieurs musiciens ont enregistré Countdown,. Outre l'original de Coltrane, la version la plus citée est celle d'Allan Holdsworth sur None Too Soon (1996).
Le pianiste Brad Mehldau l'enregistré cinq fois, sur :
- When I Fall in Love (en) du Mehldau & Rossy Trio, sorti en 1994
- Introducing Brad Mehldau en trio, sorti en 1995
- Live at The Village Vanguard: The Art of the Trio, Vol. 2 en trio, sorti en 1998 et enregistré au Village Vanguard en 1997
- Brad Mehldau Trio Live en trio, sorti en 2008 et enregistré au Village Vanguard en 2006
- 10 Years Solo Live en solo, sorti en 2018 et enregistré en 2005

On peut également citer :
- Tomasz Stańko et Adam Makowicz Unit sur Tomasz Stańko & Adam Makowicz Unit (1975)
- Woody Herman sur Woody and Friends (1981)
- Jack DeJohnette sur The Jack DeJohnette Piano Album (1985)
- Benny Green Quintet sur Prelude (1988)
- Anthony Braxton sur Solo Piano (Standards) (1995) puis sur 23 Standards (Quartet) (2004)
- Kenny Garrett (avec Brian Blade, Pat Metheny et Rodney Whitaker) sur Pursuance: The Music of John Coltrane (1996)
- Steve Kuhn sur Countdown (1998)
- Manuel Rocheman sur I'm Old Fashioned (2000)
- Joe Lovano sur I'm All for You (2004)
- Vijay Iyer sur Break Stuff (2015)
- Joey Alexander sur Countdown (2016)